# 高安公寓
高安公寓，原名阿麦仑公寓（英語：Amyron Apartments），位于上海市徐汇区高安路14号，高安路、康平路路口的西北侧，与康平路1号住宅隔路相望。
公寓建于1941年，据说公寓的设计师为赉安(法語：Alexandre Léonard)，公寓建成后他曾与妻子居住于此。目前该公寓为居民住宅，1994年被列为第二批上海市优秀历史建筑，2003年列入徐汇区登记不可移动文物名单。

## 建筑特色

### 结构
公寓占地面积233平方米，建筑面积1052平方米，是一幢六层砖混结构的建筑。由于该建筑处于路口，设计师将建筑平面依道路转角设计为扇形，以节省用地面积。

### 外部设计
公寓建筑风格为现代派。其沿街立面呈弧形，结构对称，材质为褐色砖。建筑中部高六层，向两翼跌落至五层。入口位于建筑立面中央转角处，入口处一至二层向内凹进，通过这样的凹凸对比强调了建筑的竖向构图。建筑采用方窗并配有白色窗套，两翼的窗下设置白色弧形阳台，通过这种设计又突出了其横向构图。建筑顶部设有遮阳板，颇具现代建筑的特点。

### 内部设计
公寓底层入口处设有门厅，其地面由米黄色水磨石铺设，并拥有黑色的装饰线条及重叠的L、A字母图样。据称这可能与公寓的设计者赉安有关。除门厅外，公寓底层原来还设有车库、司机宿舍等附属设施。二至四层每层布置一个两室户和一个三室户，设有佣人房。五、六层为跃层户，由弧形楼梯相连。六层有扇形大房间和圆形小房间。公寓两侧的消防辅助楼梯原为佣人出入通道。公寓房屋面积大，采光通风好，室内装饰简洁而精致。